# Новый (Сергиево-Посадский район)
Но́вый — посёлок в Сергиево-Посадском районе Московской области России. В административном отношении имеет статус микрорайона села Шеметово, к которому примыкает.
Основан в 1960—1970-х годах для проживания персонала МосНПО Радон (предприятие по хранению и переработке радиоактивных отходов. До 1990-х годов не указывался на общедоступных картах (из-за статуса режимного объекта).
В населённом пункте развита инфраструктура, отвечающая за обеспечение жизнедеятельности населения. Имеются: средняя образовательная школа, детский сад с двумя корпусами, поликлиника для взрослого и детского населения с отдельными корпусами, физкультурно-оздоровительный комплекс, футбольный и хоккейный стадионы, парк, оборудованный спортивным инвентарём и беседками для отдыха.